# 鹿特丹海事博物馆
鹿特丹海事博物馆（荷蘭語：Maritiem Museum Rotterdam）是荷兰南荷兰省鹿特丹的一家海事博物馆。该馆于1873年由奥兰治-拿骚的亨德里克亲王（Hendrik van Oranje-Nassau）创建。该馆收藏有大量和海军历史以及航海有关的藏品。停泊在该馆东南侧港口的19世纪铁甲冲角舰荷兰皇家海军比费尔号（Zr. Ms. Buffel）是该馆最吸引人的藏品之一。该馆和港口博物馆（Havenmuseum）相邻。

## 历史
该博物馆于1873年在荷兰皇家游艇俱乐部（Koninklijke Nederlandsche Yachtclub）收藏的舰船模型的基础上建立。当时该俱乐部的领导是奥兰治-拿骚的亨德里克亲王（1820年-1879年）。该收藏于1852年形成。1882年该俱乐部解散后，1885年鹿特丹（Rotterdam）拥有了该批收藏。该博物馆直到1948年一直在原俱乐部楼内。该建筑也是地理和民族志博物馆（荷蘭語：Museum voor land- en volkenkunde）即如今的鹿特丹世界博物馆成立之所。自1948年至1979年，该博物馆栖身于代克齐赫特（Dijkzigt）的Burgemeester s’Jacobplein。这座建筑后来被拆毁以建设鹿特丹地铁。自1979年至1986年，该博物馆坐落于Scheepmakershaven的一座办公楼内。
2006年，该博物馆于1月1日独立，此前它是一座市立博物馆。

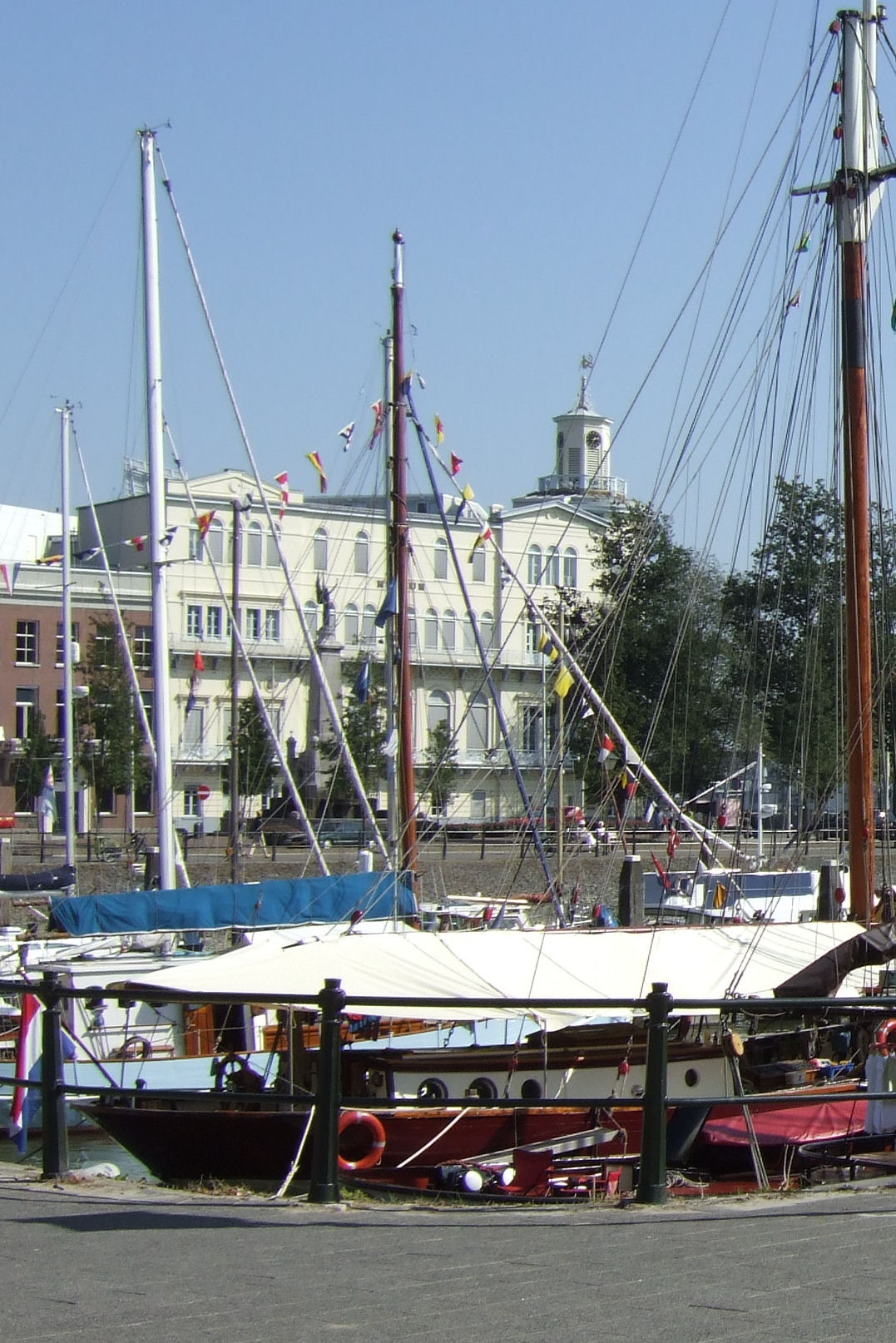
1873年至1948年本博物馆馆址——原荷兰皇家游艇俱乐部楼
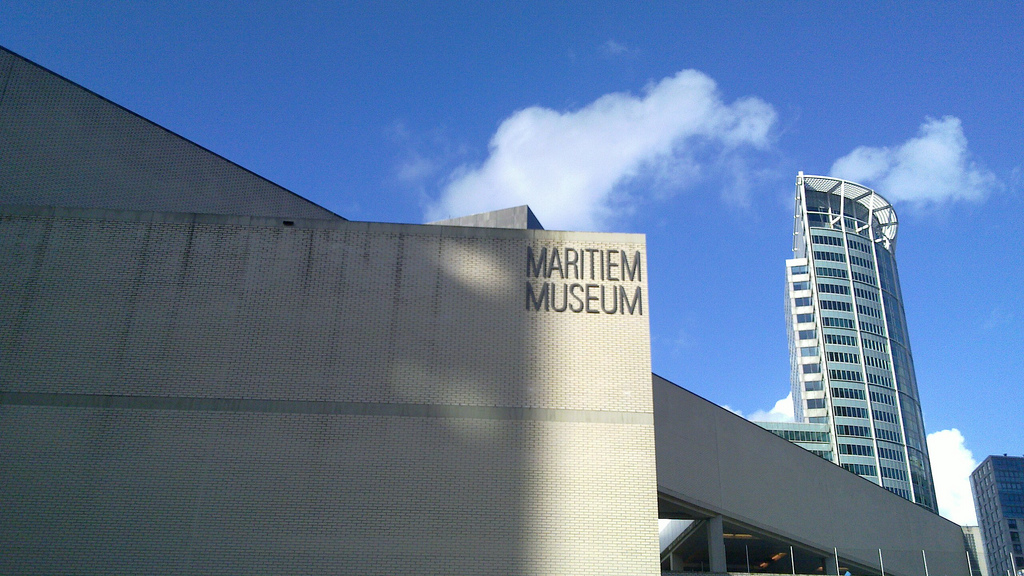
1986年至今本博物馆馆址
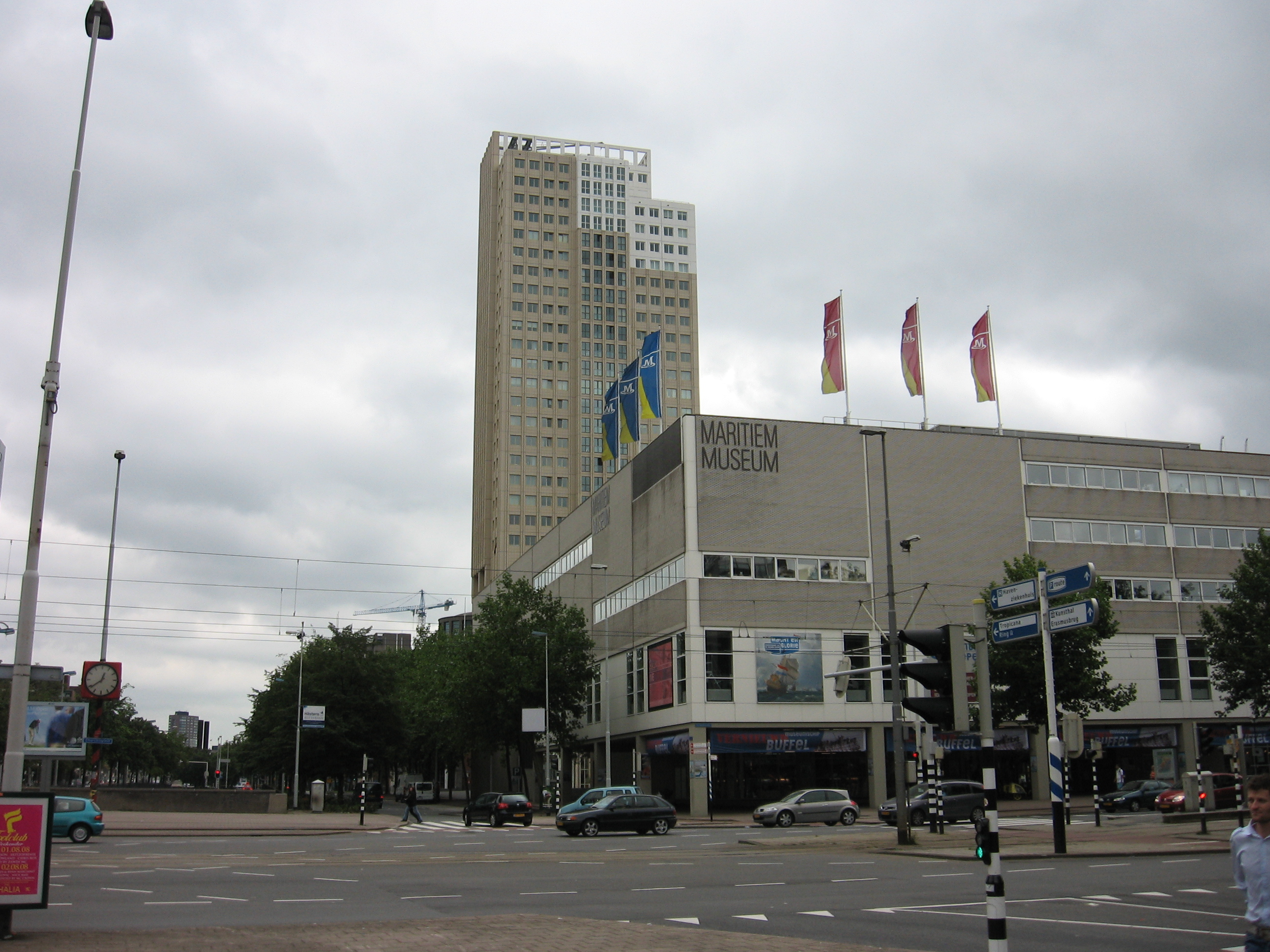
1986年至今本博物馆馆址

## 建筑
1986年之后，该馆迁至勒弗港（Leuvehaven），1940年广场（Plein 1940）旁科尔运河（Coolsingel）的尽头。该建筑由建筑师维姆·奎斯特（Wim Quist）设计，形状为一个立方体沿对角线切割余下的一半，其斜边正对勒弗港，港内停泊着该博物馆的藏品之一——荷兰皇家海军比费尔号（Zr. Ms. Buffel）。
该博物馆内还有鹿特丹航运书店（Rotterdamse Scheepvaartboekhandel）。

## 藏品

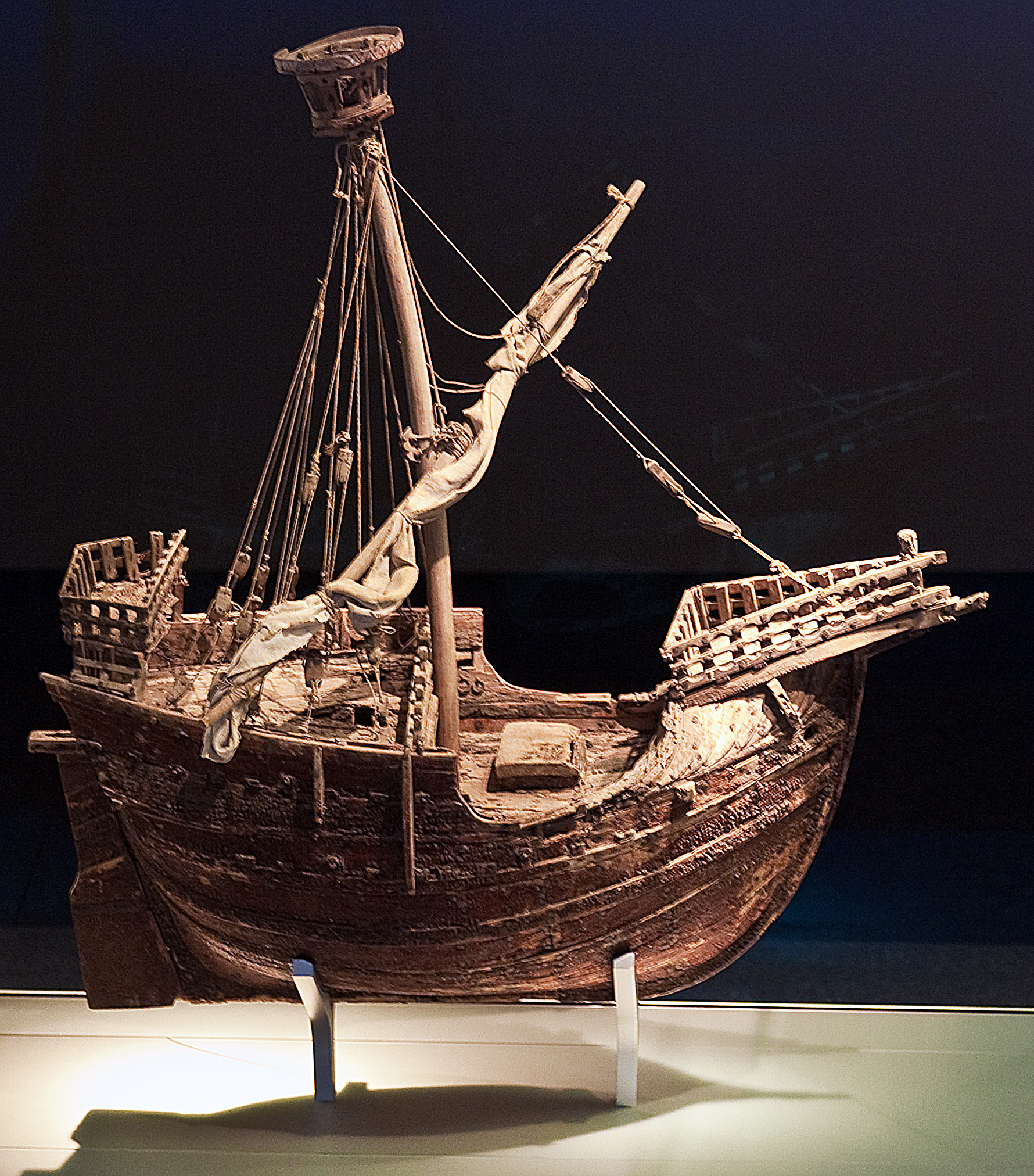
马塔罗模型（Mataró model），作于15世纪，可能是西欧最早的舰船模型
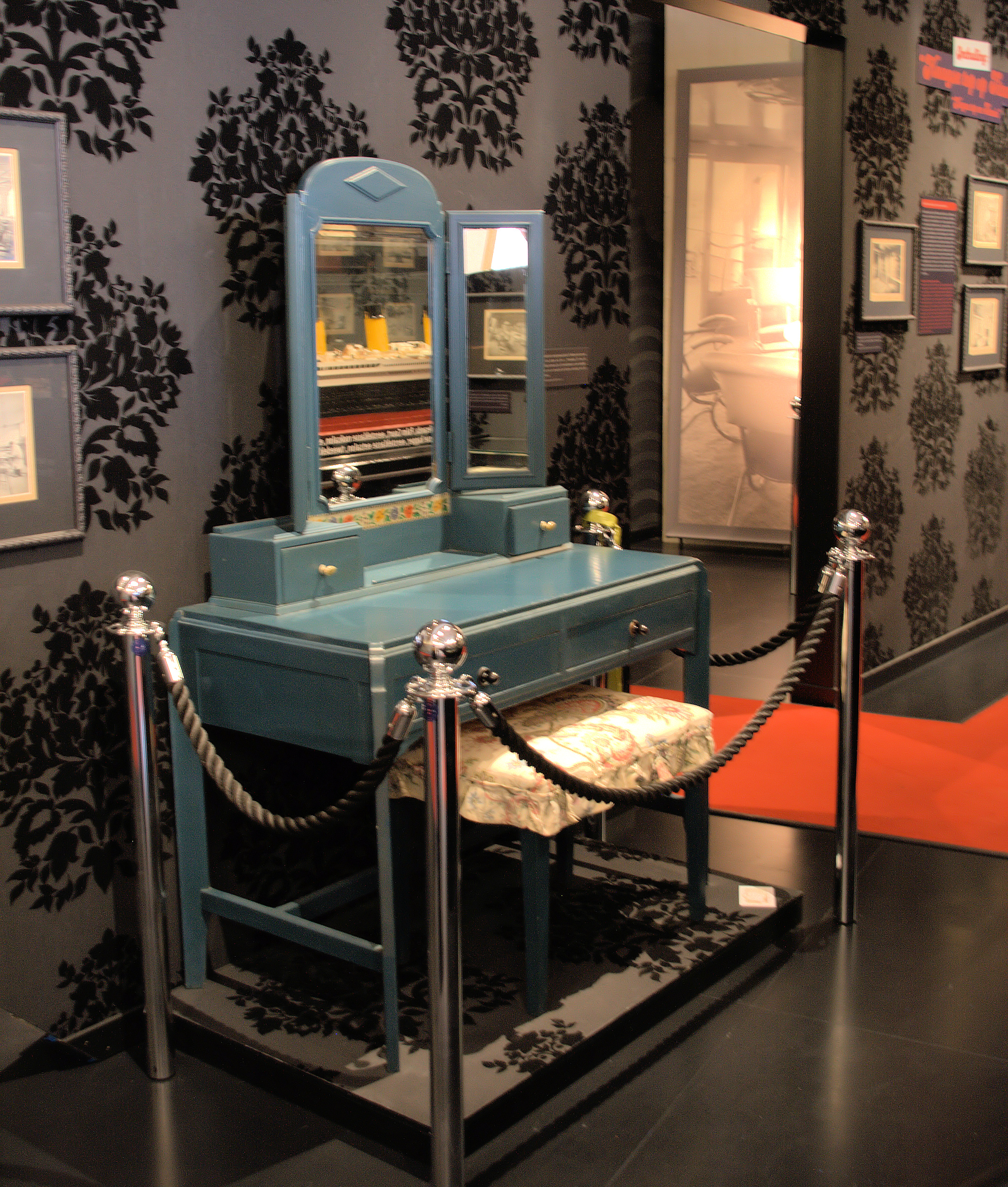
镜子里是泰坦尼克号模型
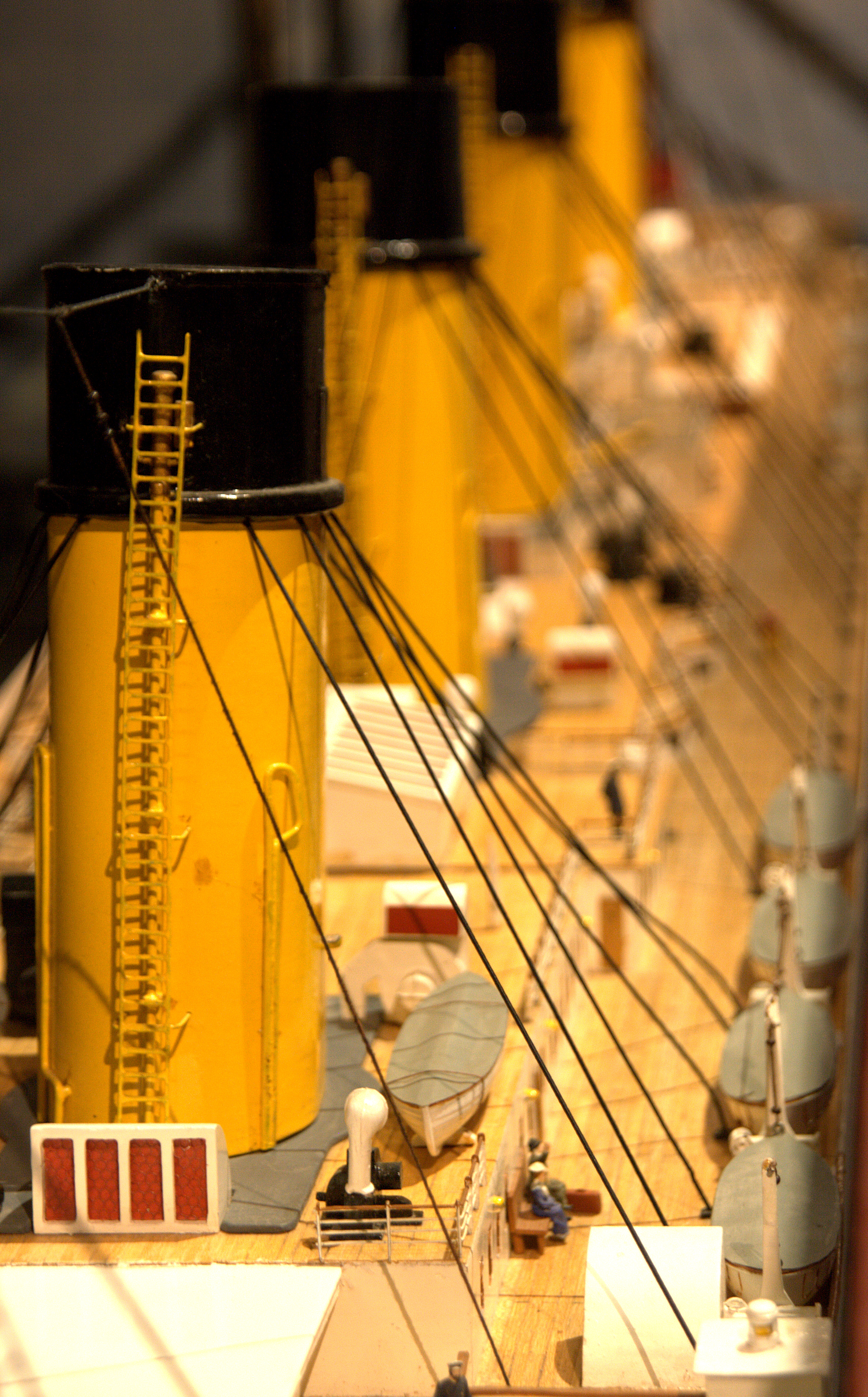
泰坦尼克号模型细部
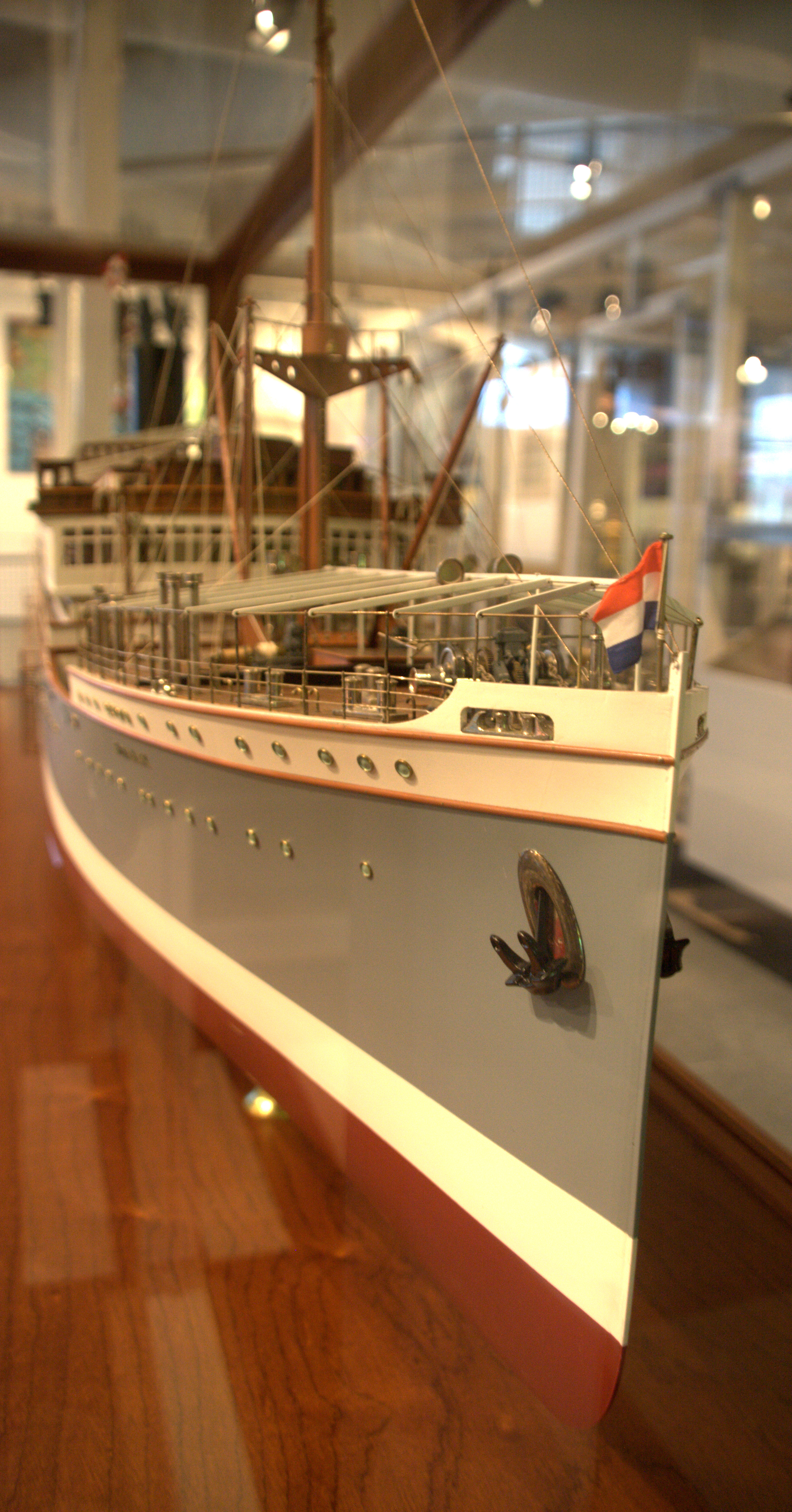
西巴亚克号（Sibajak）模型
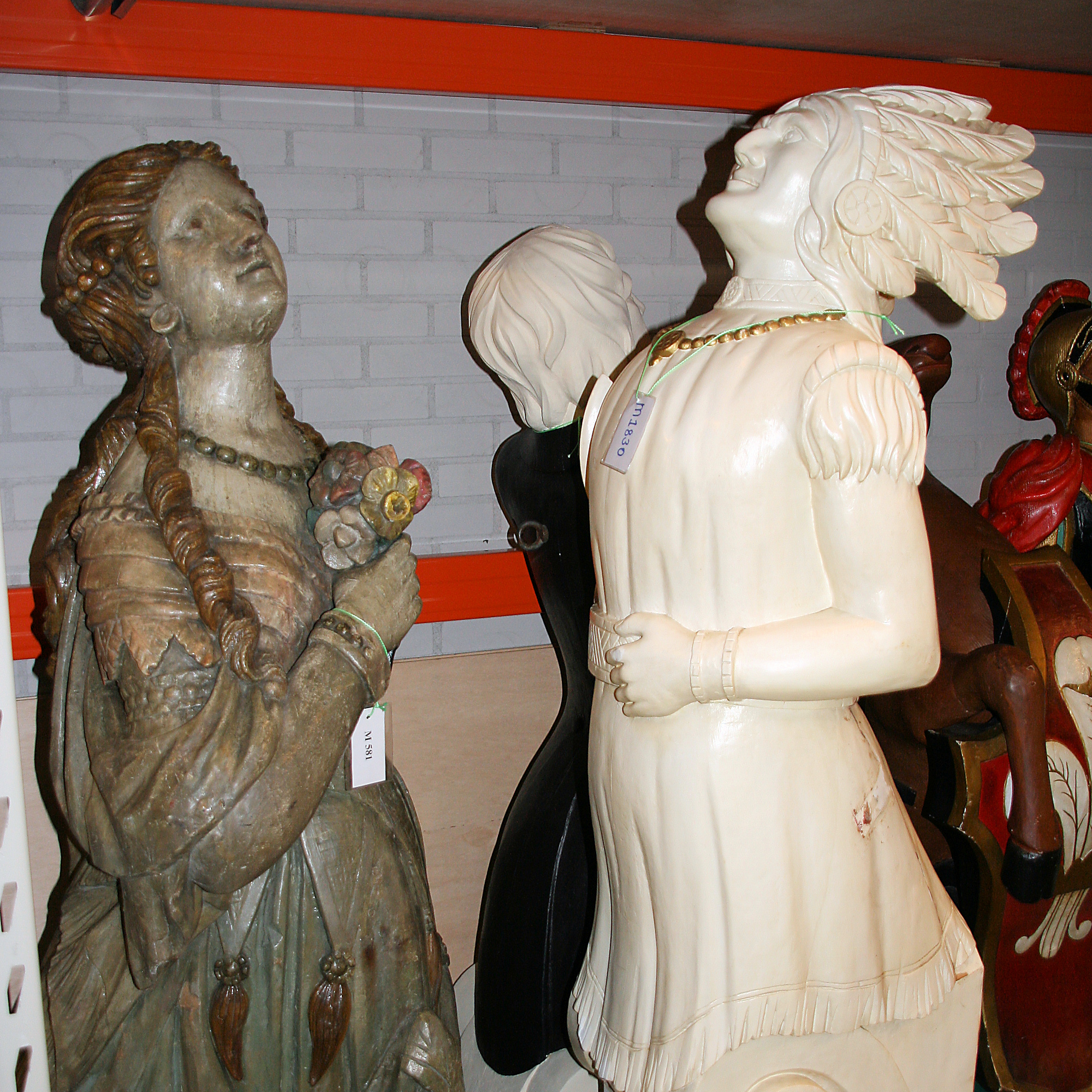
舰首饰
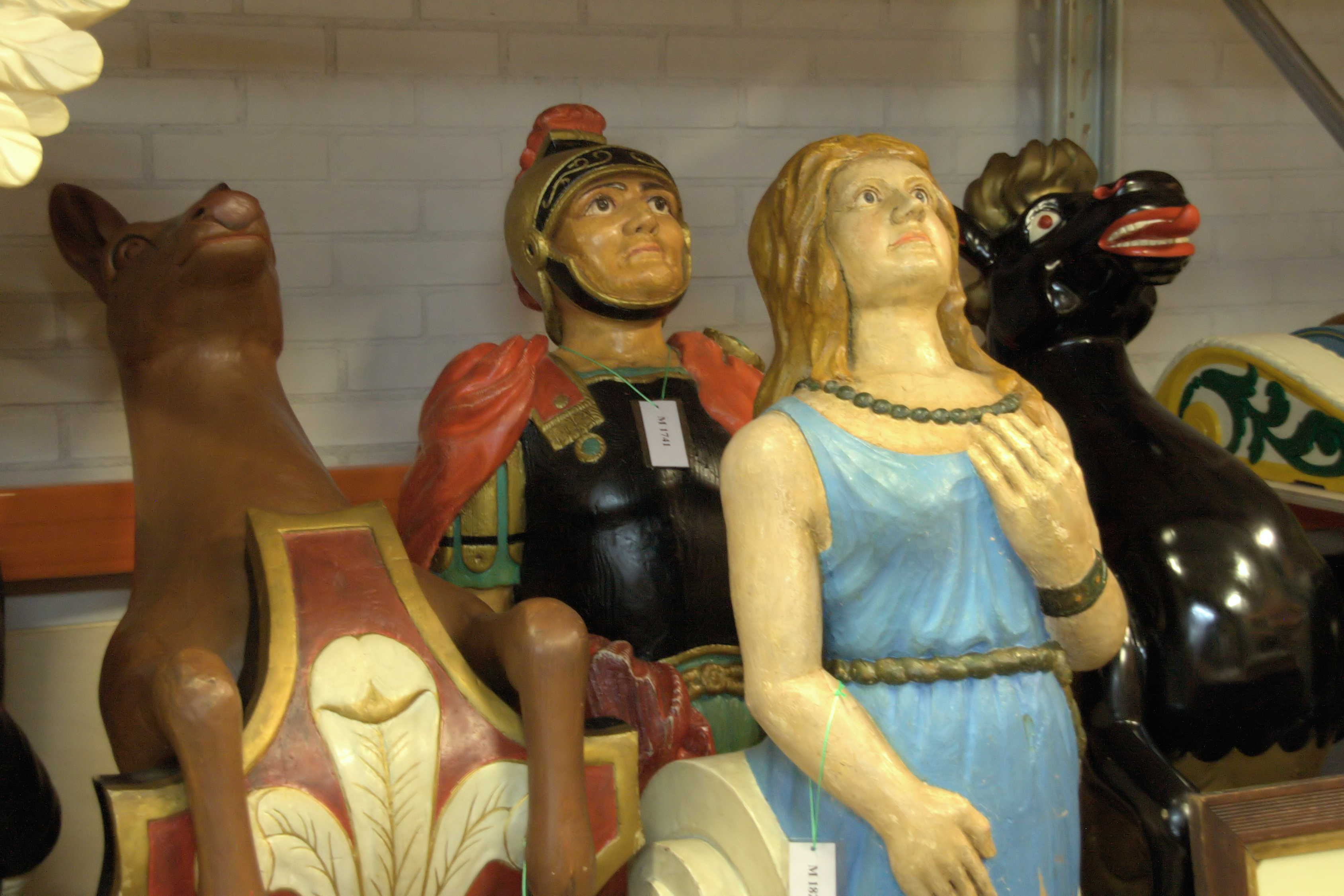
舰首饰
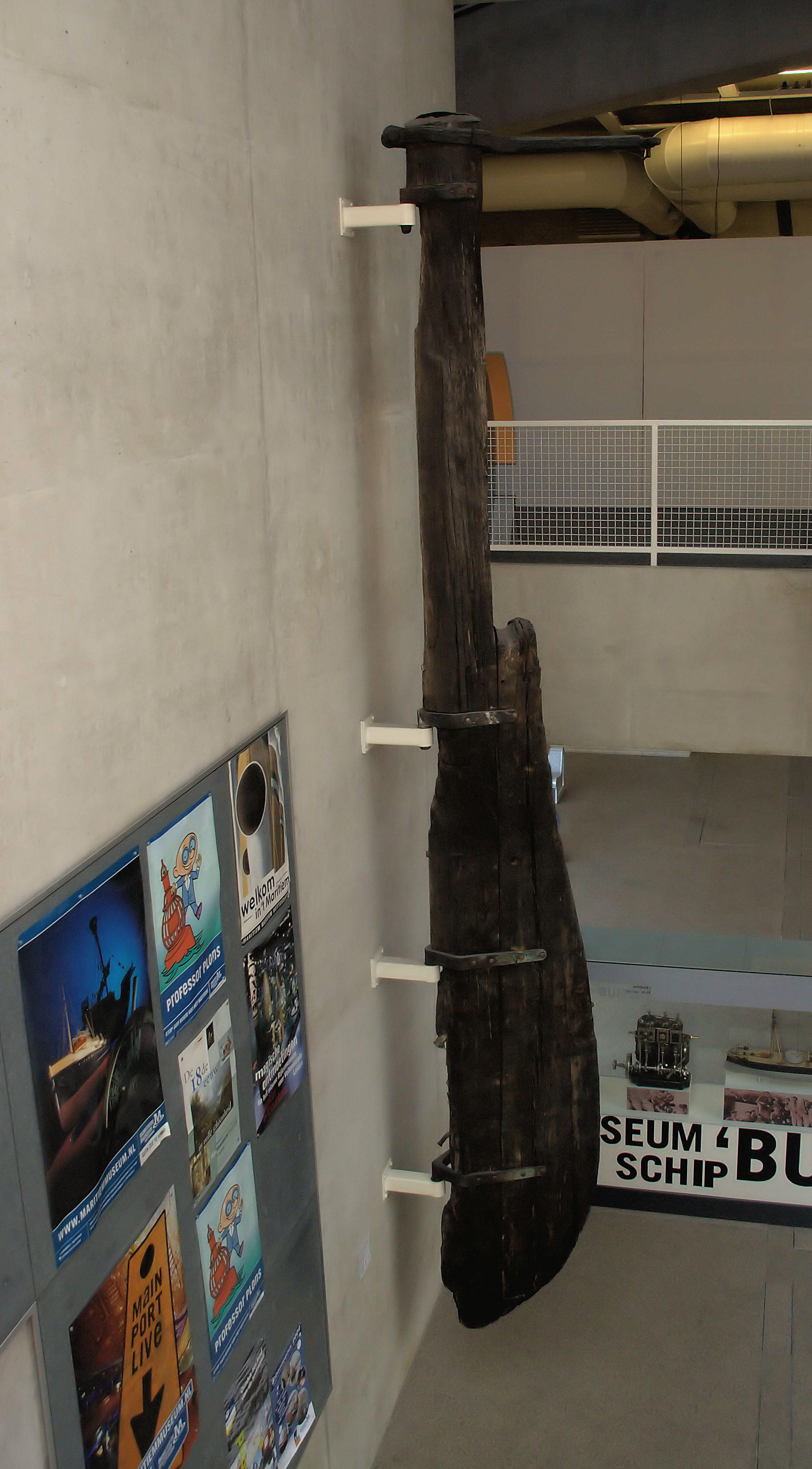
舵
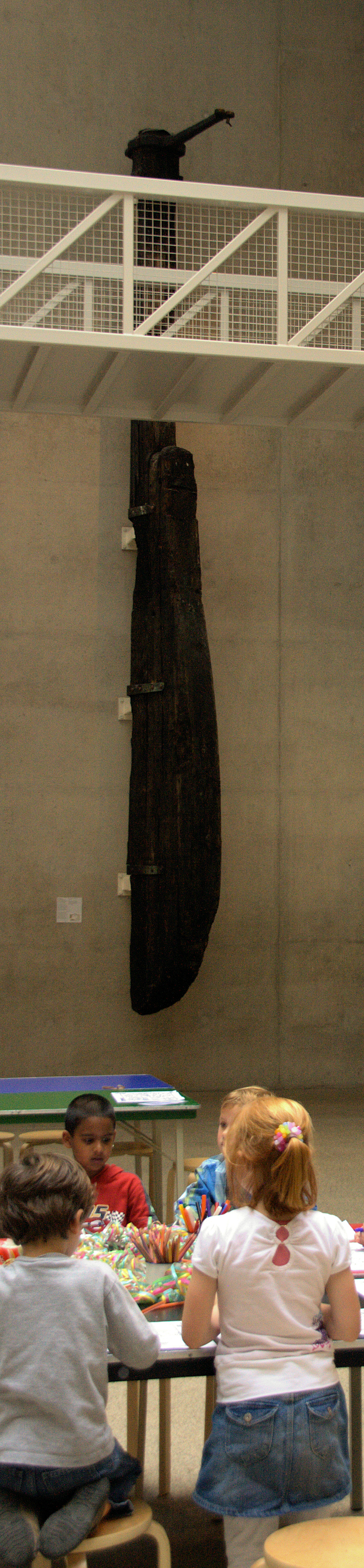
舵前正在玩的儿童
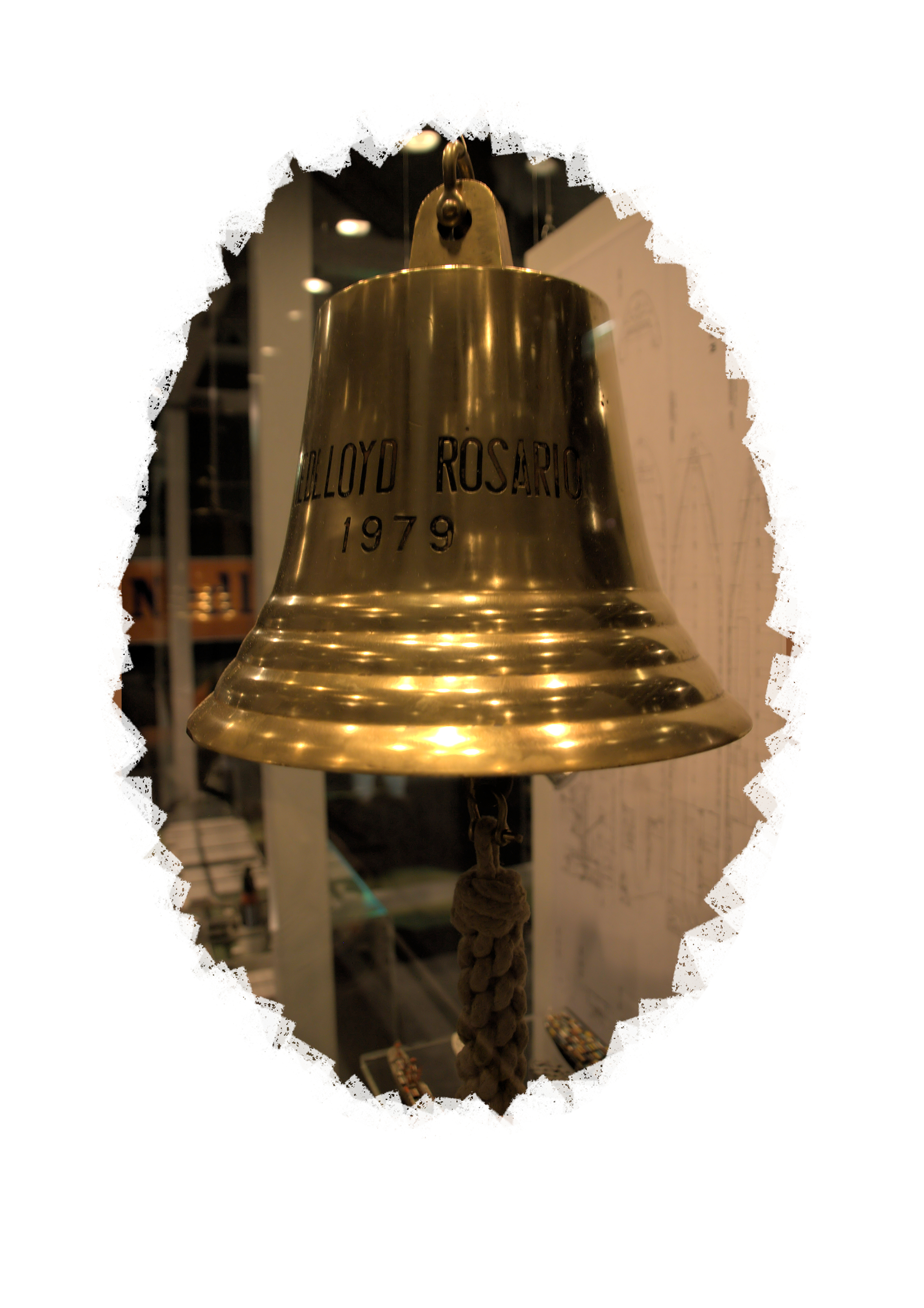
船铃
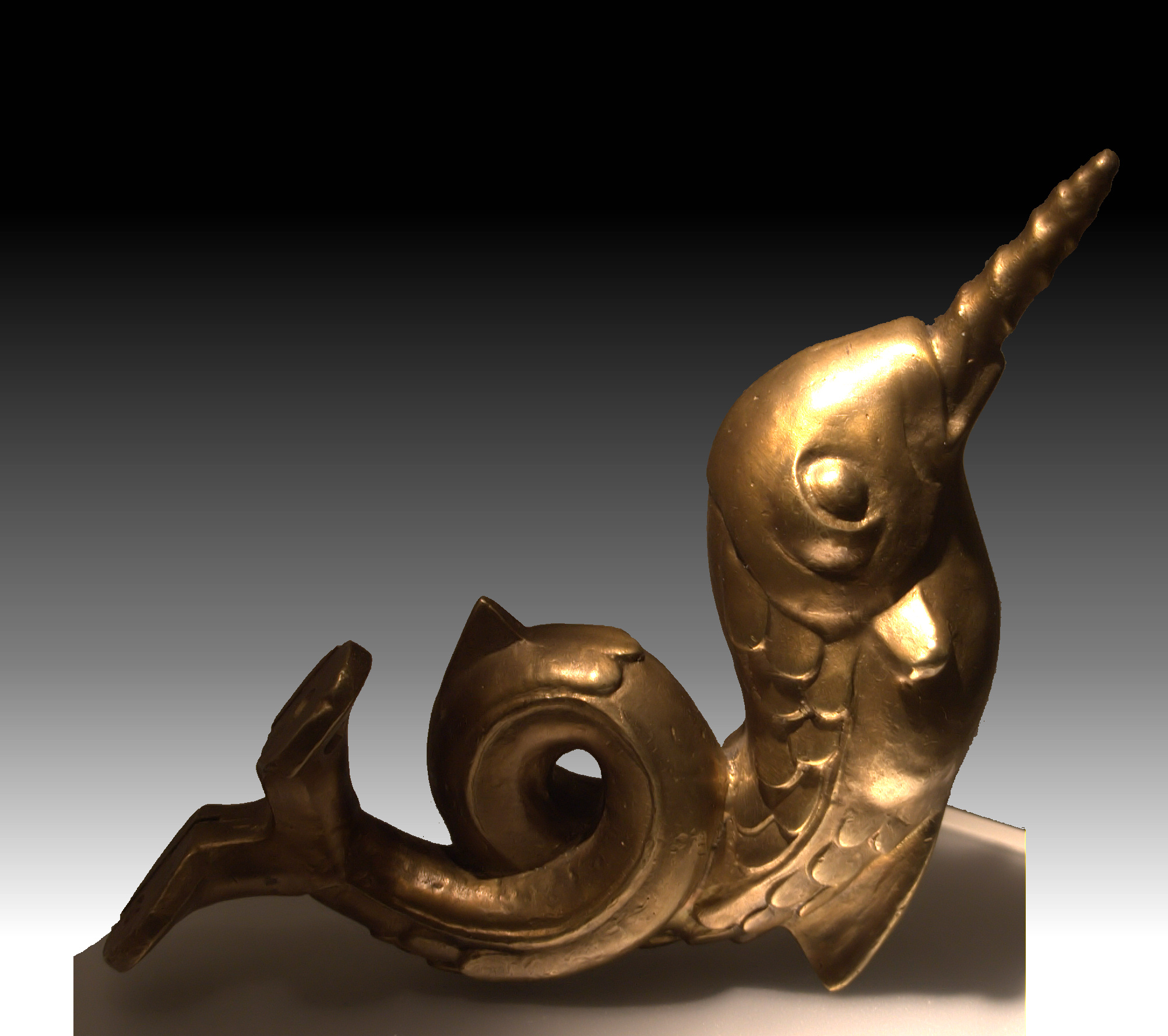
新阿姆斯特丹号（Nieuw Amsterdam）的门把手
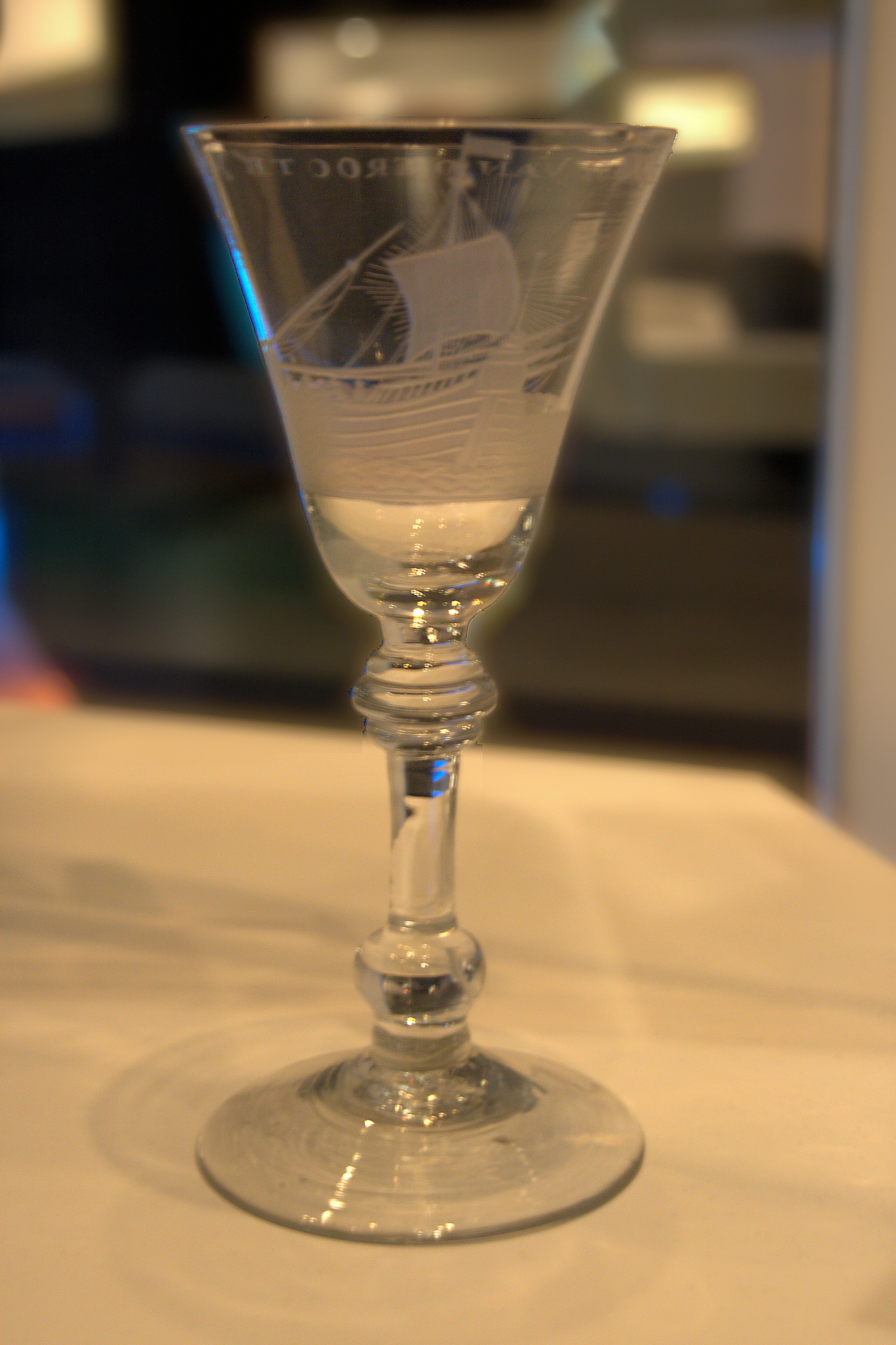
玻璃雕刻杯
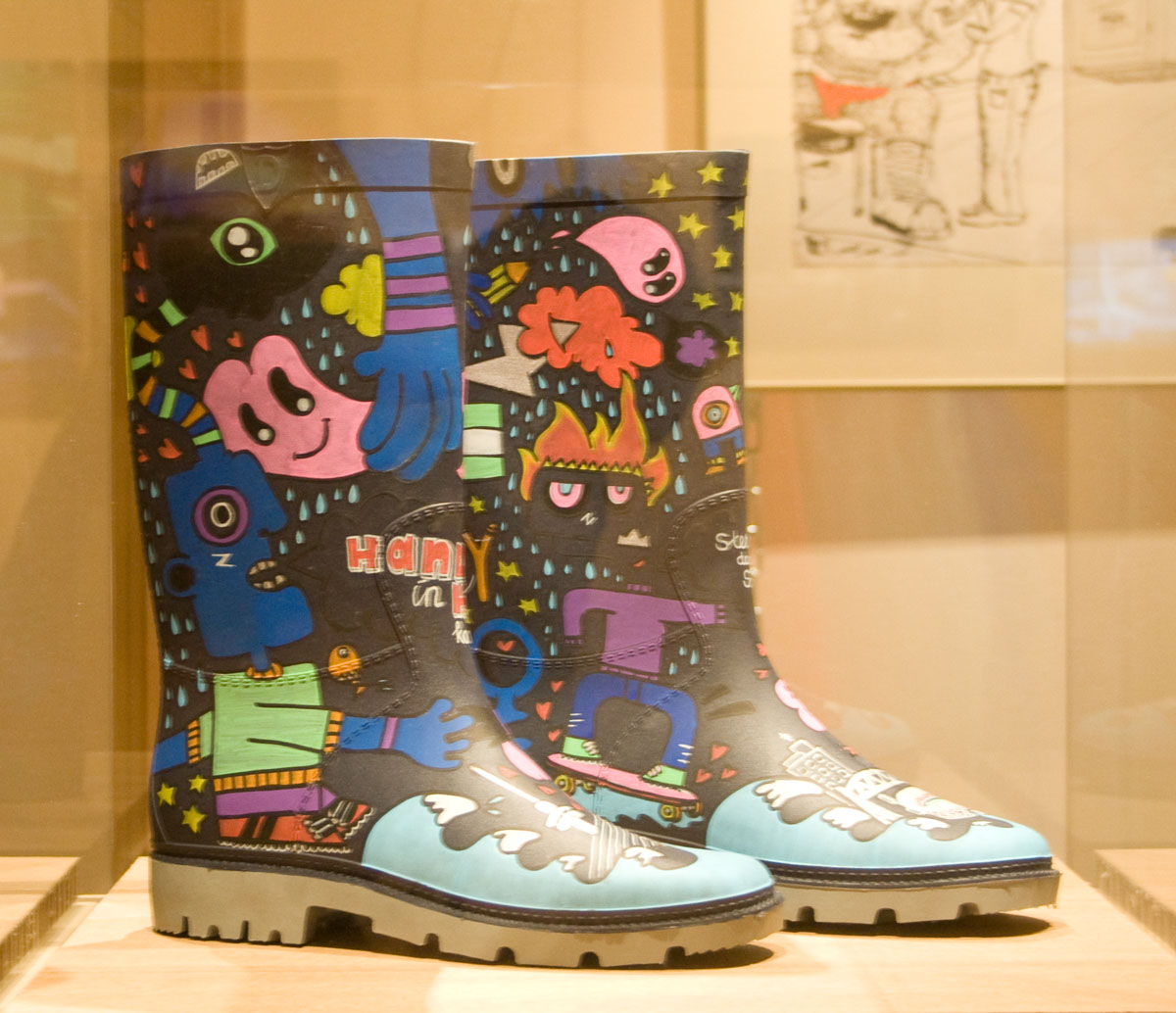
靴子
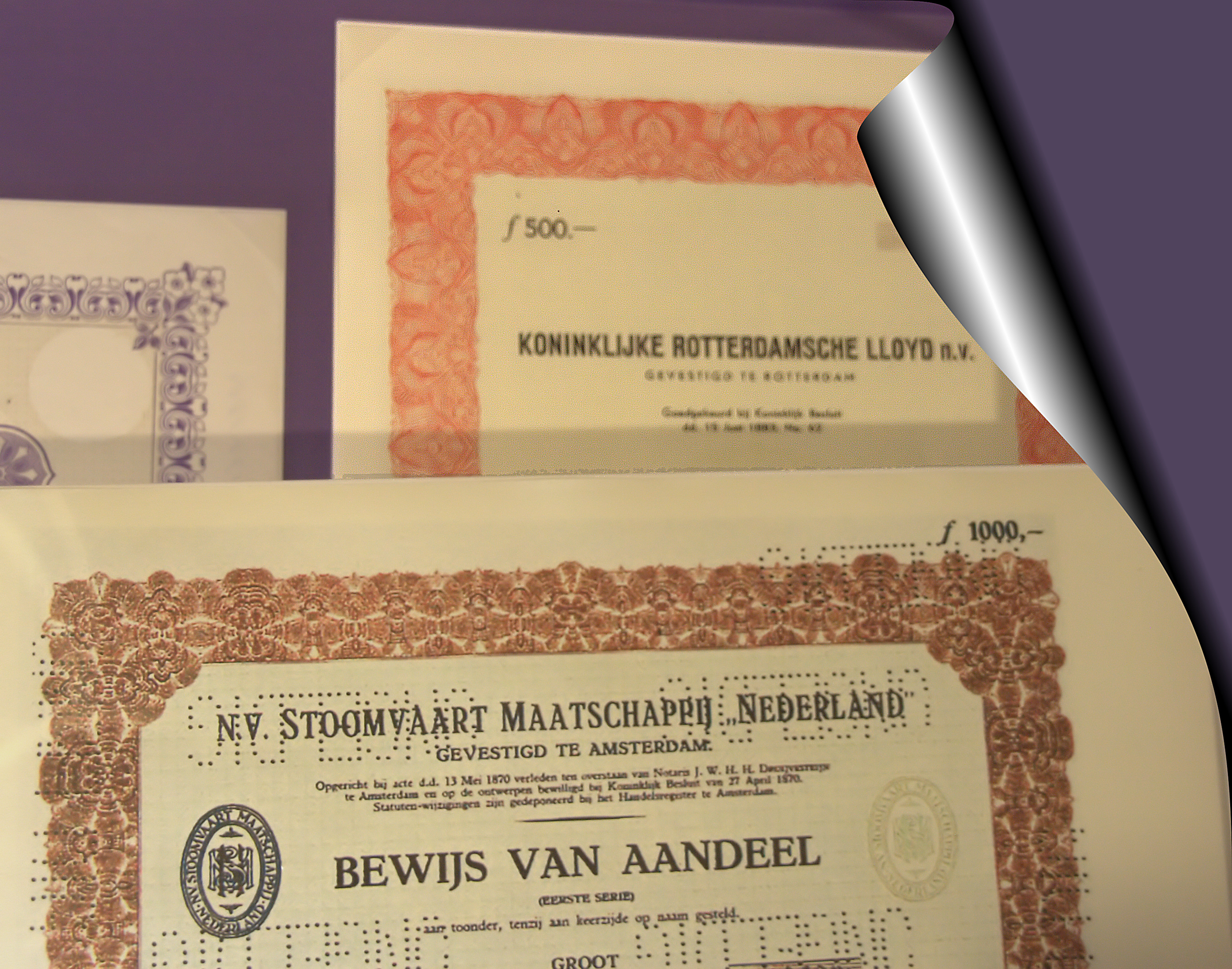
皇家鹿特丹劳埃德（Koninklijke Rotterdamsche Lloyd）有限公司的股票
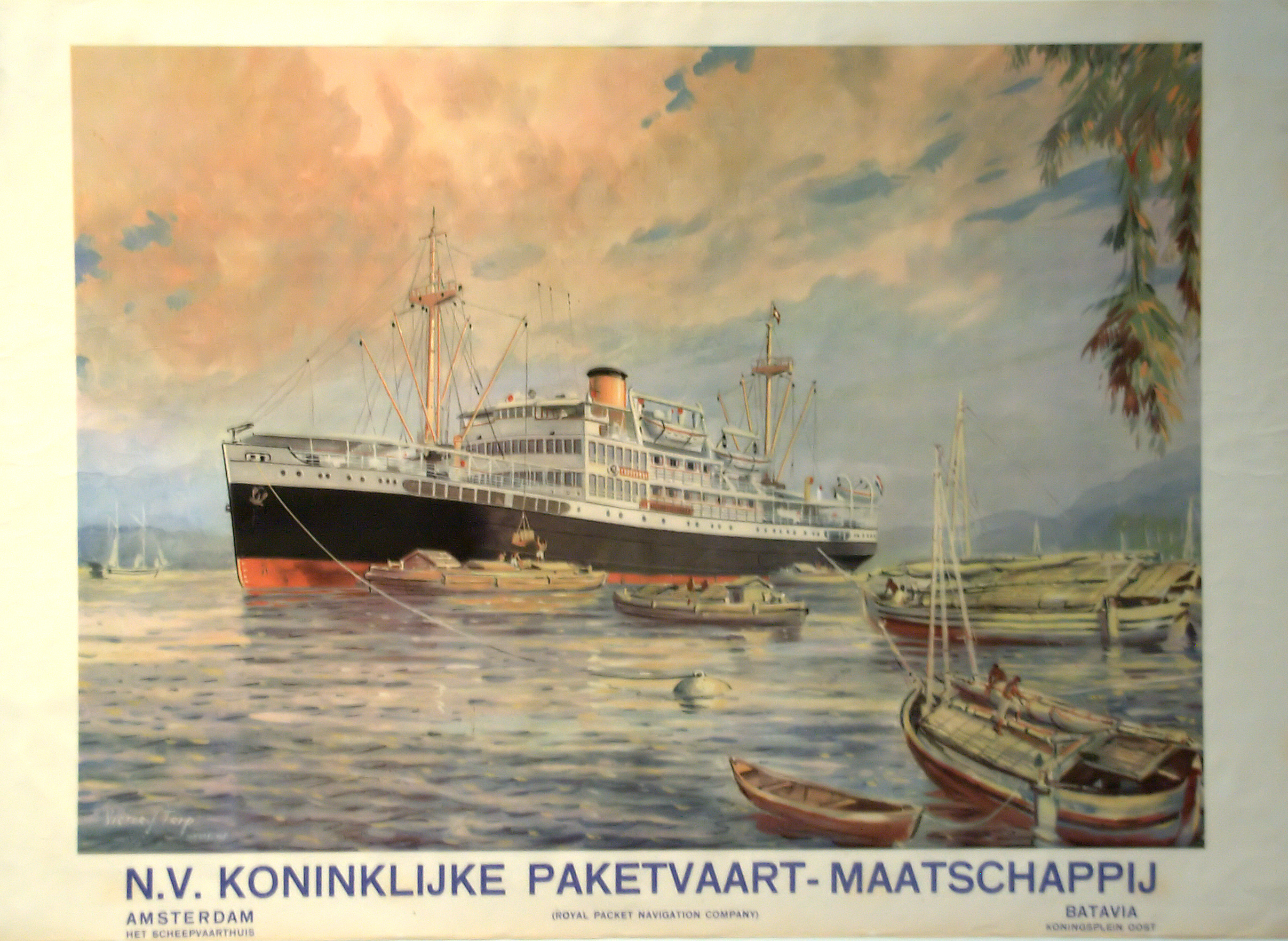
荷蘭皇家郵船公司（Koninklijke Paketvaart-Maatschappij）的海报
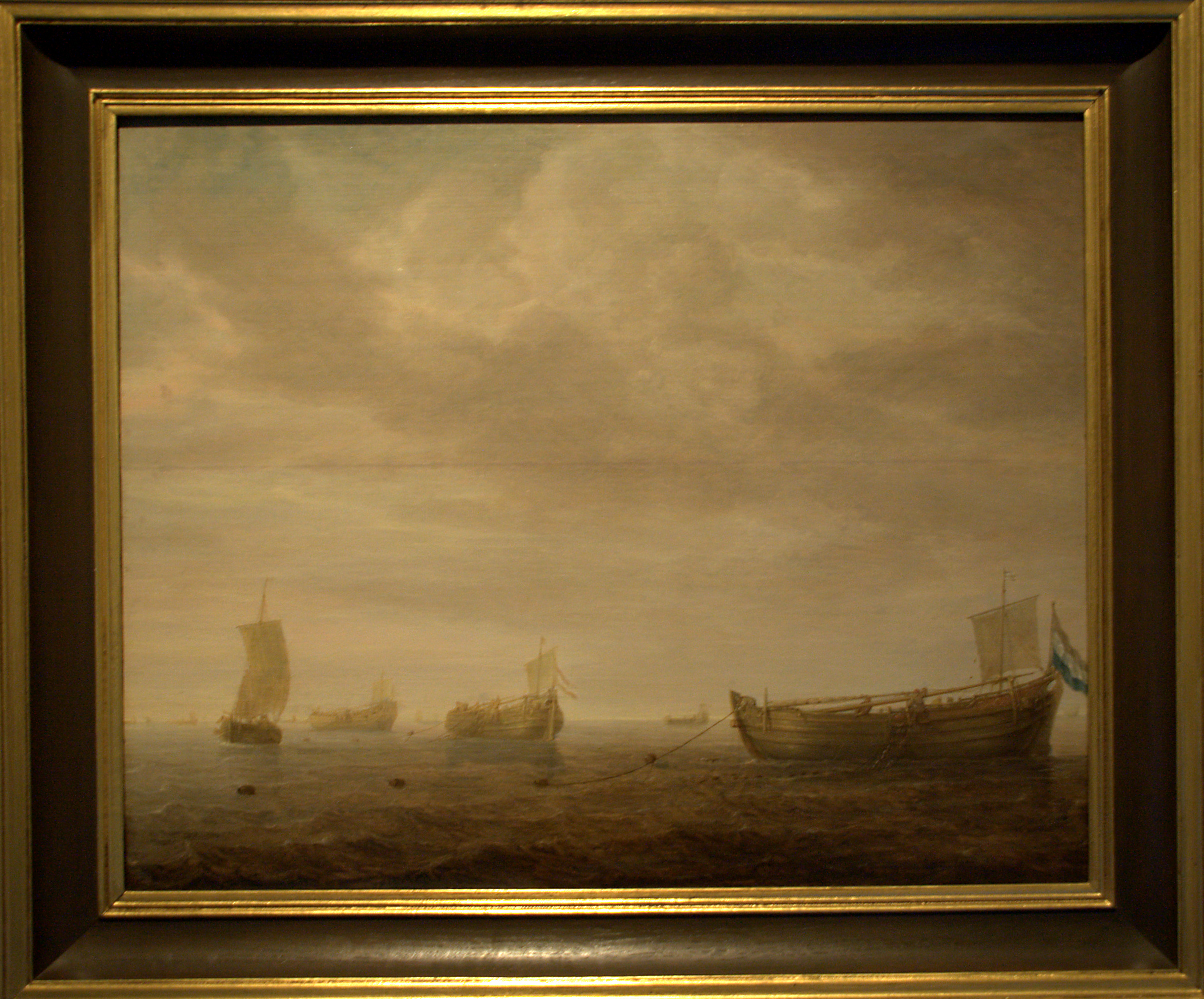
捕鲱船Vissende Haringbuizen，西蒙·德弗利赫Simon de Vlieger（荷兰语：Simon de Vlieger）作
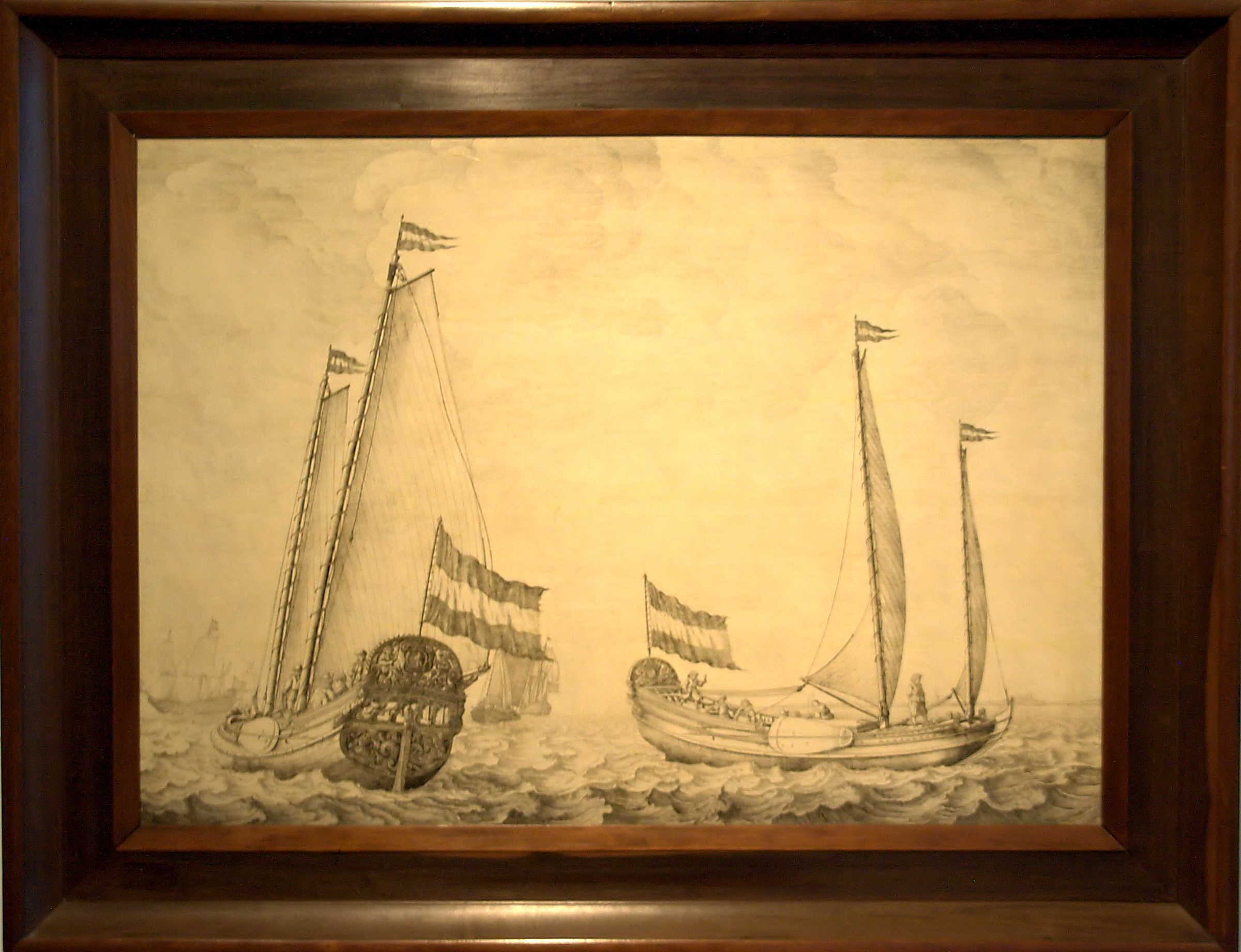
狩猎游戏 't Speeljacht，老威廉·范·德费尔德Willem v.d. Velde（荷兰语：Willem van de Velde de Oude）作。本作品表现了航海在17世纪的荷兰逐渐成为人民娱乐活动的过程
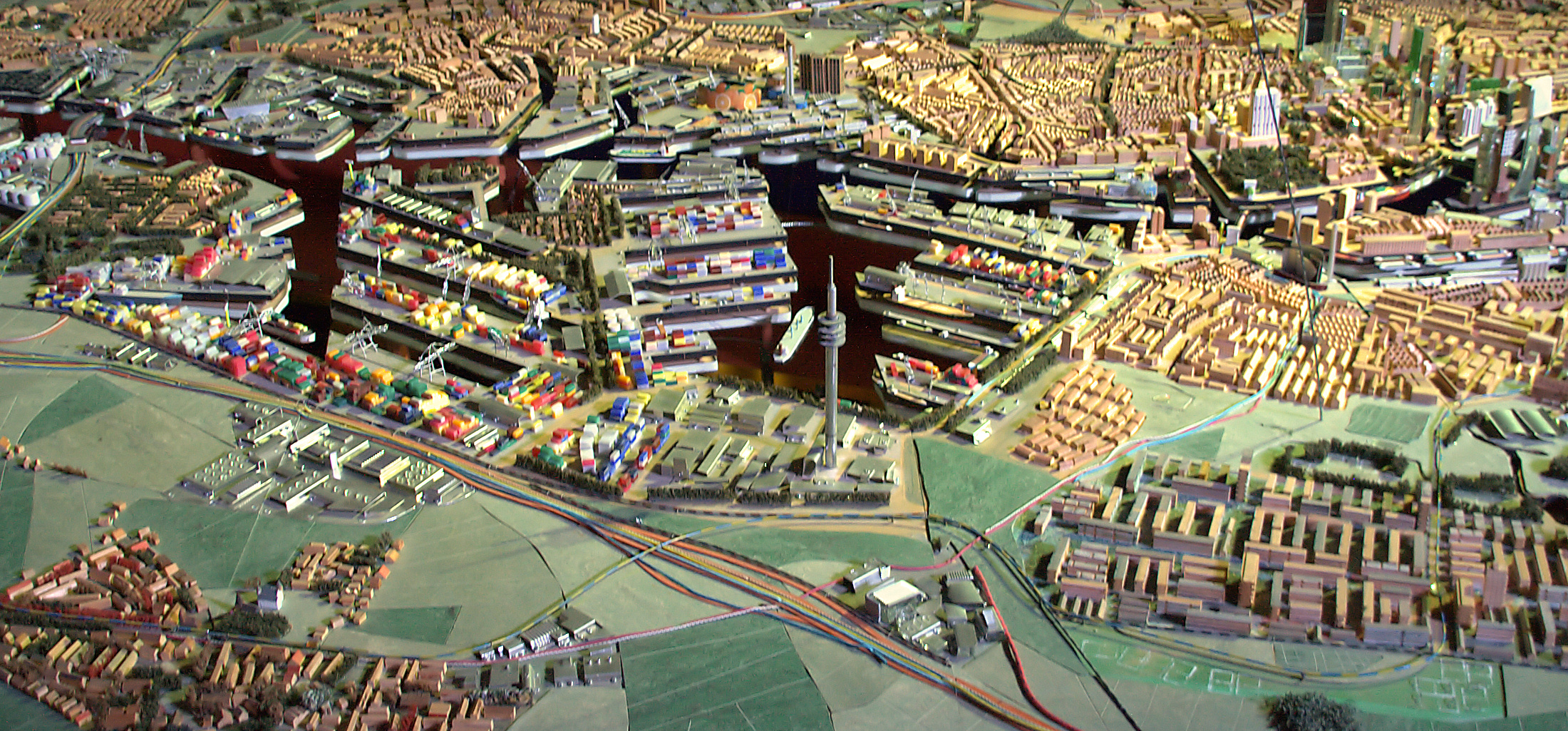
鹿特丹港模型
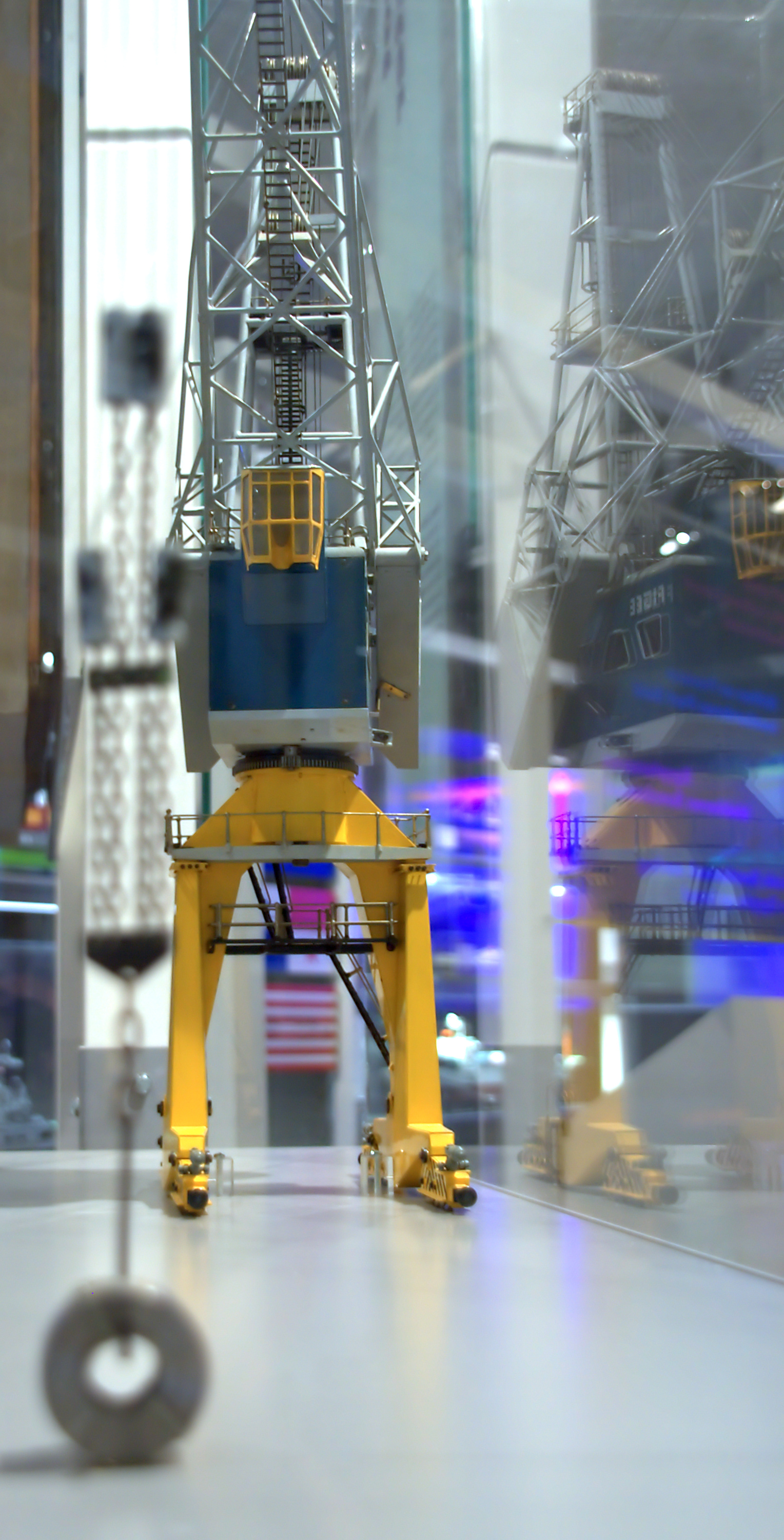
港口起重机模型
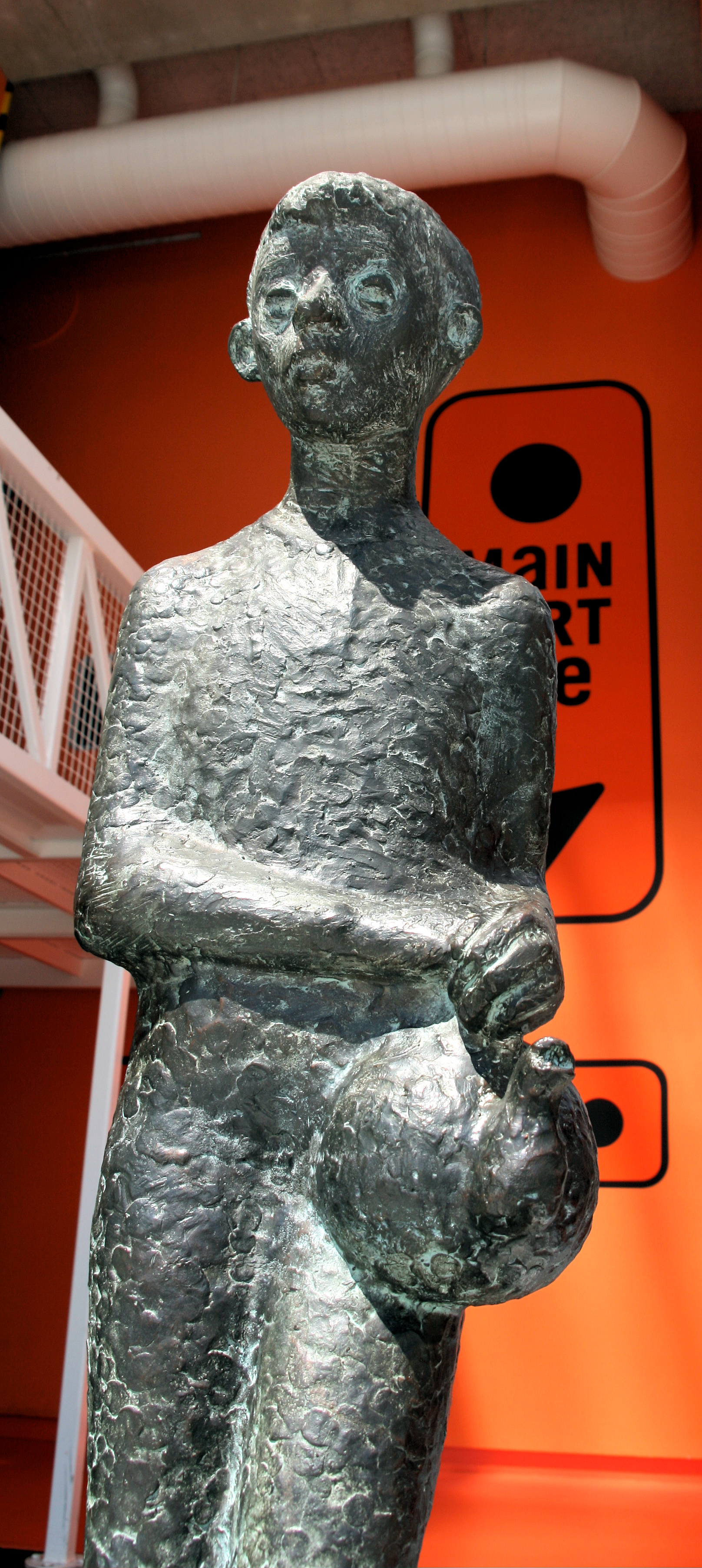
Ketelbinkie（荷兰语：Ketelbinkie (smartlap)），鹿特丹第二座Ketelbinkie像
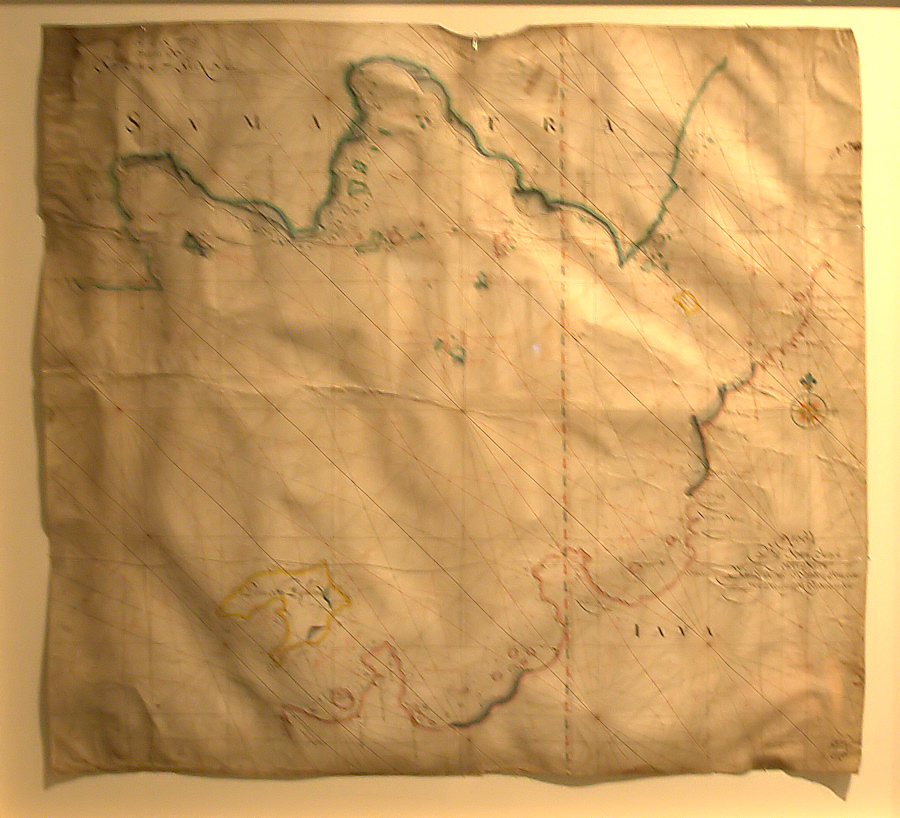
巽他海峡地图
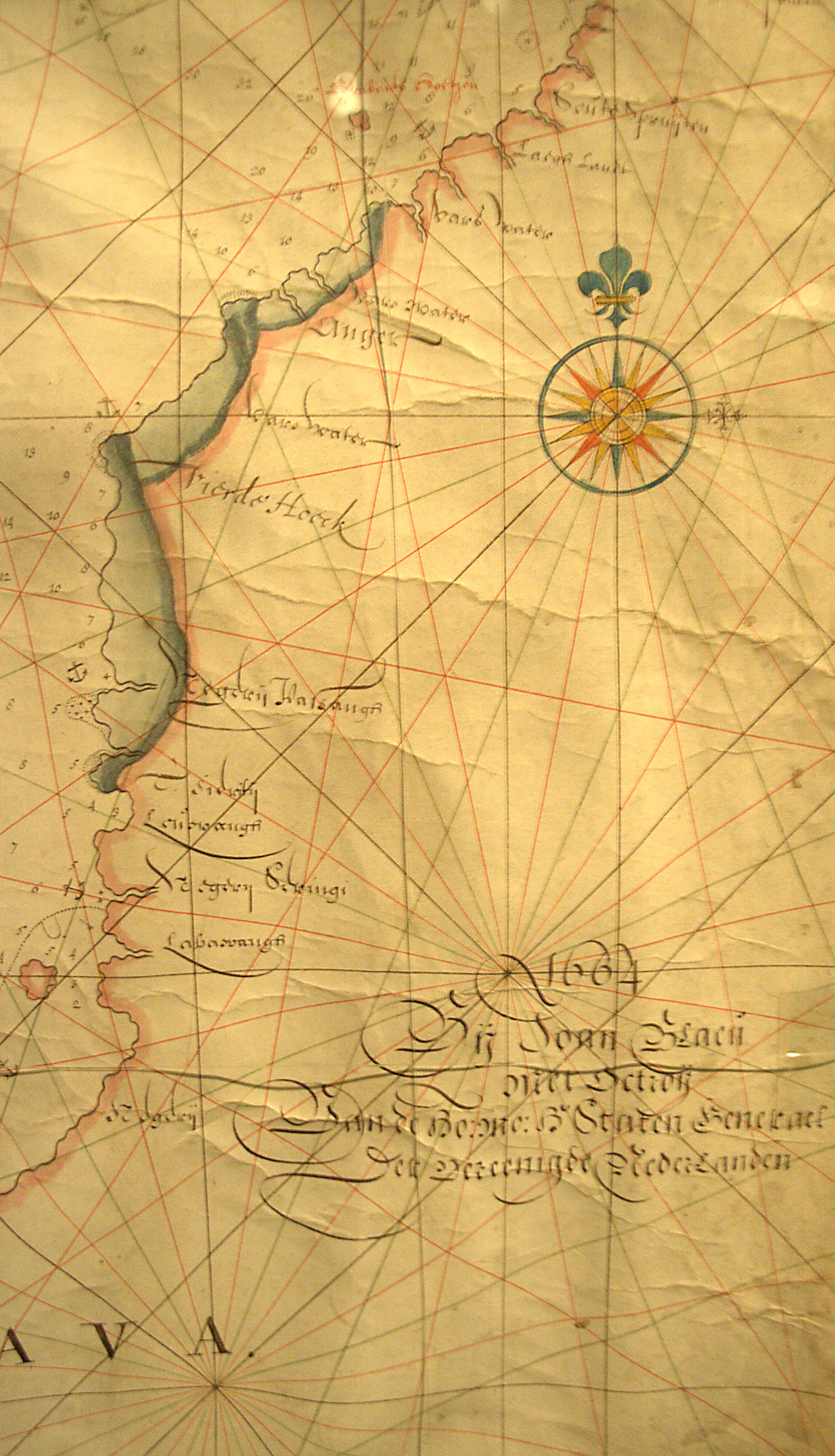
巽他海峡地图（局部）
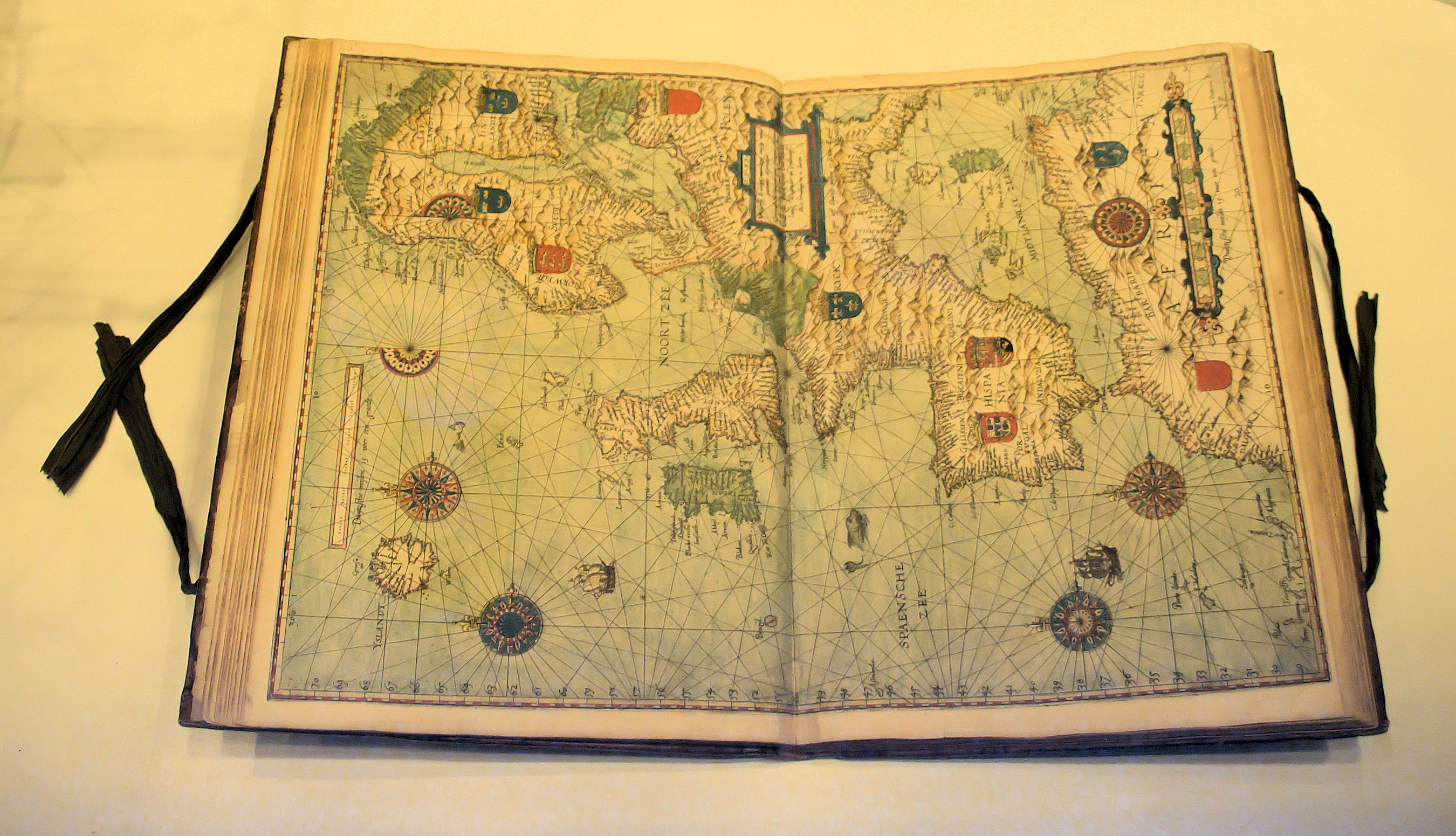
海图集Zeeatlas Spiegel der Zeevaerdt，卢卡斯·扬松·瓦赫纳作
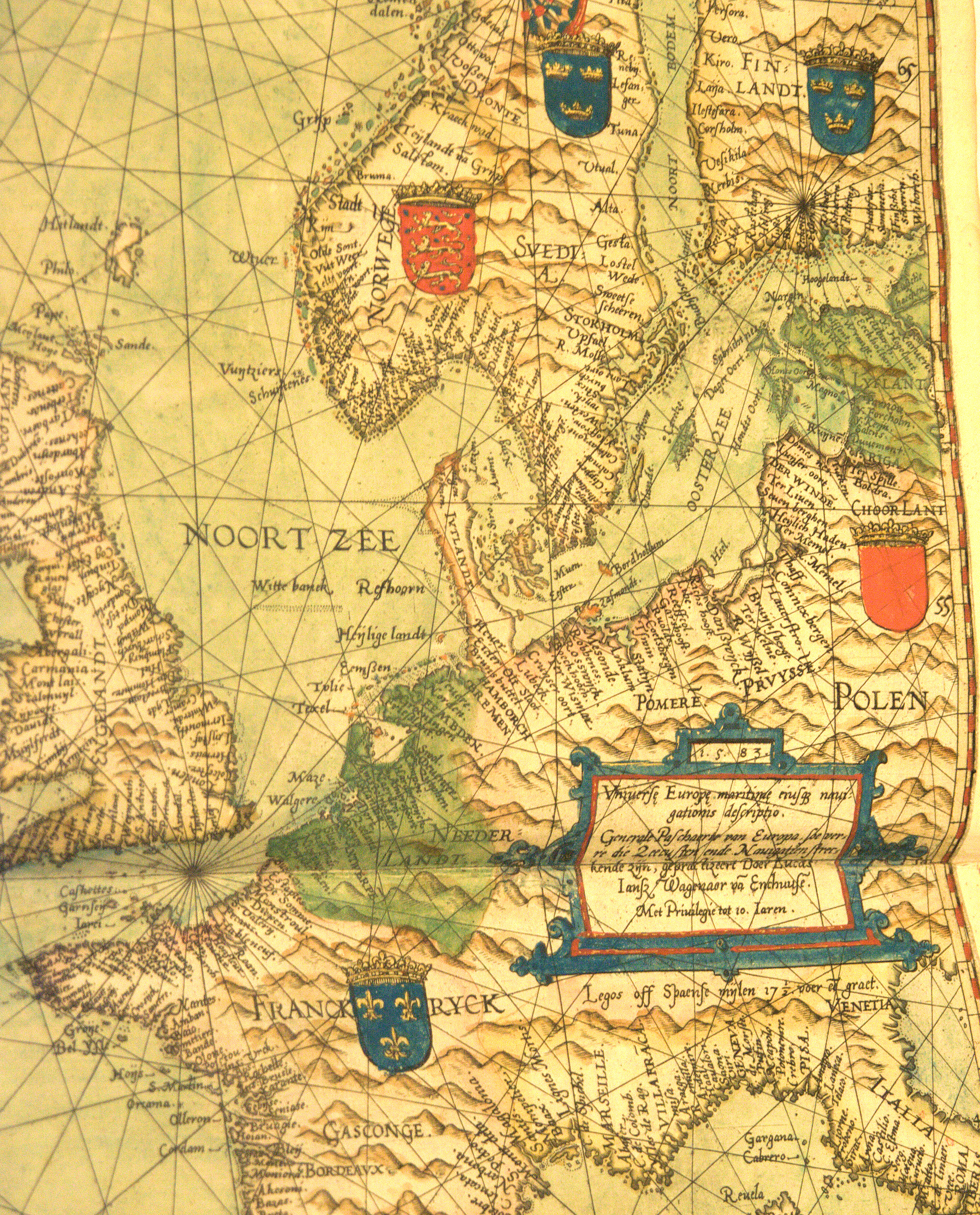
海图集Zeeatlas Spiegel der Zeevaerdt（局部），卢卡斯·扬松·瓦赫纳作。图中左上为北海